# Gilbert Rey
Gilbert Rey, né le 10 octobre 1930 à Carouge, est un joueur de football international suisse, qui évoluait au poste de milieu de terrain.

## Biographie

### Carrière en club
Gilbert Rey remporte quatre championnats de Suisse et une Coupe de Suisse avec le club des Young Boys.
Lors de la saison 1958-1959, il inscrit 10 buts en championnat.
Il dispute un total de 12 matchs en Coupe d'Europe des clubs champions. Il est demi-finaliste de cette compétition en 1959, en étant battu par le Stade de Reims. En mars 1959, il inscrit un but face au club est-allemand de Karl-Marx-Stadt.
Avec le club de Lausanne-Sport, il complète son palmarès en remportant une nouvelle Coupe de Suisse.

### Carrière en sélection
Avec l'équipe de Suisse, il joue 6 matchs et inscrit un but entre 1955 et 1960. 
Il joue son premier match en équipe nationale le 19 juin 1955 contre l'équipe d'Espagne, et son dernier le 18 mai 1960 face aux Pays-Bas. Le 26 avril 1959, il inscrit un but contre la Yougoslavie. C'est son seul but en équipe nationale.
Il figure dans le groupe des sélectionnés lors de la Coupe du monde de 1962. Lors du mondial organisé au Chili, il ne joue aucun match. Il dispute toutefois un match face à l'Espagne comptant pour les tours préliminaires de cette compétition.

## Palmarès
- Champion de Suisse en 1957, 1958, 1959 et 1960 avec les Young Boys
- Vainqueur de la Coupe de Suisse en 1958 avec les Young Boys et en 1962 avec Lausanne-Sport